# Liste der Orte mit dem Stadtrecht von Gelnhausen
Die Liste der Orte mit dem Stadtrecht von Gelnhausen enthält alle Orte, die beim Oberhof Gelnhausen vorstellig oder ihm zugewiesen wurden.
| Ort                    | Datum / Jahr                         | König                     | Empfänger                                           | Anmerkung |
| ---------------------- | ------------------------------------ | ------------------------- | --------------------------------------------------- | --- |
| Gelnhausen             | 25. Juli 1170                        | Friedrich I. (Barbarossa) | ohne                                                | Gründung von Gelnhausen. Vom Stadtrecht ist dabei nicht die Rede, der Gründungsakt wird aber als Ausgangspunkt gesehen, dass das Stadtrecht sich entwickeln konnte. |
| Steinau an der Straße  | 4. Juli 1290                         | Rudolf I.                 | Ulrich I. von Hanau                                 | Am 17. Oktober 1404 bewidmete König Ruprecht die Stadt mit dem Recht von Gelnhausen und Frankfurt. Vermutlich handelte es sich um Nachwehen der Kronberger Fehde. Das Gericht von Steinau wurde in Gelnhausen vorstellig.                                                                     |
| Soden                  | 6. Juli 1296                         | Adolf von Nassau          | Abt Heinrich V. von Fulda                           | Die Bewidmung erfolgte mit Frankfurter Stadtrecht, das Gericht der Stadt Soden ging jedoch zum Oberhof Gelnhausen. |
| Hammelburg             | 1. August 1303                       | Albrecht I.               | Abt Heinrich V. von Fulda                           | |
| Hünfeld                | 27. Juli 1310                        | Heinrich VII.             | Abt Heinrich V. von Fulda                           | |
| Obernburg              | 27. Juli 1317                        | Ludwig IV.                | Erzbischof Peter von Mainz                          | Die Bewidmung erfolgt mit den Rechten von Frankfurt, Wetzlar, Friedberg und Gelnhausen. |
| Salmünster             | 4. August 1320                       | Ludwig IV.                | Abt Heinrich VI. von Fulda                          | Die Bewidmung erfolgt mit den Rechten von Frankfurt, Wetzlar, Friedberg und Gelnhausen. |
| Iphofen                | 1. August 1323                       | Ludwig IV.                | Bischof Wolfram Wolfskeel von Grumbach von Würzburg | |
| Büdingen               | 26. Juli 1330                        | Ludwig IV.                | Luther von Isenburg                                 | |
| Homburg am Main        | 1332                                 | Ludwig IV.                | Bischof Wolfram von Würzburg                        | |
| Wertheim               | 7. Februar 1333                      | Ludwig IV.                | Graf Rudolf III. von Wertheim                       | Die Stadt hatte bereits am 12. November 1306 das Frankfurter Stadtrecht erhalten. |
| Freudenberg            | 7. Februar 1333                      | Ludwig IV.                | Graf Rudolf von Wertheim                            | |
| Lohr am Main           | 29. Juli 1333                        | Ludwig IV.                | Graf Rudolf von Wertheim                            | |
| Fladungen              | 3. März 1335                         | Ludwig IV.                | Bischof Hermann II. von Würzburg                    | Fladungen nutzte aber den Oberhof Münnerstadt |
| Seßlach                | 12. März 1335                        | Ludwig IV.                | Bischof Hermann II. von Würzburg                    | |
| Stadtprozelten         | 12. Mai 1335                         | Ludwig IV.                | Deutscher Orden                                     | |
| Ebern                  | 30. Mai 1335                         | Ludwig IV.                | Bischof Hermann II. von Würzburg                    | |
| Münnerstadt            | 3. Juli 1335                         | Ludwig IV.                | Graf Berthold VII. von Henneberg                    | |
| Schmalkalden           | 5. Juli 1335                         | Ludwig IV.                | Berthold VII. von Henneberg                         | |
| Wenings                | 29. Mai 1336                         | Ludwig IV.                | Luther von Isenburg                                 | |
| Mergentheim            | a) 2. Juli 1340 b) 21. November 1347 | Ludwig IV.                | Deutscher Orden                                     | a) Am 13. August 1342 widerrief Ludwig IV. die Urkunde von 1340 nach Einspruch des Komturs des Deutschen Ordens. b) Kaiser Sigismund bewidmet Mergentheim mit dem Recht von Wimpfen – allerdings wandte sich das Gericht in Mergentheim noch weitere fast 50 Jahre an den Oberhof Gelnhausen. |
| Haltenbergstetten      | 14. September 1340                   | Ludwig IV.                | Ulrich von Bruneck                                  | |
| Dillenburg             | 20. September 1344                   | Ludwig IV.                | Otto II. von Nassau                                 | |
| Heidingsfeld           | 18. Januar 1367                      | Karl IV.                  | Bischof Albrecht II. von Würzburg                   | Die Bewidmung erfolgte mit Frankfurter Recht, das Gericht von Heidingsfeld wandte sich aber an den Oberhof Gelnhausen. |
| Neustadt (im Odenwald) | 22. Juni 1378                        | Karl IV.                  | Johann von Wertheim                                 | |
| Laudenbach             | 18. März 1379                        | Wenzel                    | Johann von Wertheim                                 | |
| Schweinberg            | 18. März 1379                        | Wenzel                    | Johann von Wertheim                                 | |
| Nuwendal (Neuental)    | 23. Juni 1402                        | Ruprecht                  | Herren von Bickenbach                               | |
| Hanau                  | 17. Oktober 1404                     | Ruprecht                  | Reinhard II. von Hanau                              | Hanau war bis dahin mit Frankfurter Recht bewidmet. Die neue Bewidmung erfolgte nun mit dem Recht von Gelnhausen und Frankfurt. Vermutlich handelte es sich um Nachwehen der Kronberger Fehde. Praktische Auswirkungen hatte das nicht.                                                       |
| Windecken              | 17. Oktober 1404                     | Ruprecht                  | Reinhard II. von Hanau                              | Windecken war bis dahin mit Frankfurter Recht bewidmet. Die neue Bewidmung erfolgte nun mit dem Recht von Gelnhausen und Frankfurt. Vermutlich handelte es sich um Nachwehen der Kronberger Fehde. Praktische Auswirkungen hatte das nicht.                                                   |
| Babenhausen            | 17. Oktober 1404                     | Ruprecht                  | Reinhard II. von Hanau                              | Babenhausen war bis dahin mit Frankfurter Recht bewidmet. Die neue Bewidmung erfolgte nun mit dem Recht von Gelnhausen und Frankfurt. Vermutlich handelte es sich um Nachwehen der Kronberger Fehde. Praktische Auswirkungen hatte das nicht.                                                 |
| Schaafheim             | 17. Oktober 1404                     | Ruprecht                  | Reinhard II. von Hanau                              | Schaafheim war bis dahin mit Frankfurter Recht bewidmet. Die neue Bewidmung erfolgte nun mit dem Recht von Gelnhausen und Frankfurt. Vermutlich handelte es sich um Nachwehen der Kronberger Fehde. Praktische Auswirkungen hatte das nicht.                                                  |
| Bruchköbel             | 17. Oktober 1404                     | Ruprecht                  | Reinhard II. von Hanau                              | Bruchköbel war bis dahin mit Hanauer Recht bewidmet. Die neue Bewidmung erfolgte nun mit dem Recht von Gelnhausen und Frankfurt. Vermutlich handelte es sich um Nachwehen der Kronberger Fehde. Praktische Auswirkungen hatte das nicht.                                                      |
| Marköbel               | 17. Oktober 1404                     | Ruprecht                  | Reinhard II. von Hanau                              | Marköbel war bis dahin mit Hanauer Recht bewidmet. Die neue Bewidmung erfolgte nun mit dem Recht von Gelnhausen und Frankfurt. Vermutlich handelte es sich um Nachwehen der Kronberger Fehde. Praktische Auswirkungen hatte das nicht.                                                        |
| Herrschaft Hanau       | 1414                                 | Sigismund                 | Reinhard II. von Hanau                              | Die Bewidmung erfolgte mit dem Recht von Gelnhausen und Frankfurt. |
| Ortenberg              | ohne                                 | entfällt                  | entfällt                                            | Eine Stadtrechtsverleihung ist nicht bekannt. 1266 wird Ortenberg als „Stadt“ bezeichnet. Sowohl das Stadtgericht Ortenberg als auch das Landgericht Ortenberg erbitten Entscheidungen des Oberhofs Gelnhausen.                                                                               |
| Orb                    | ohne                                 | entfällt                  | entfällt                                            | Eine Stadtrechtsverleihung ist nicht bekannt. Der Ort war kurmainzisch, hatte einen Wochenmarkt, zwei Jahrmärkte und 1247–1258 eine Münzstätte. Orb wird 1292 als „oppidum“ bezeichnet. |
| Langenselbold          | ohne                                 | entfällt                  | entfällt                                            | Eine Stadtrechtsverleihung ist nicht bekannt. Die Gemeinde gehörte zur Herrschaft und späteren Grafschaft Büdingen. |
| „Crumbach“             | ohne                                 | entfällt                  | entfällt                                            | Ein Stadtschreiber von Gelnhausen erwähnt ein „Crumbach“ als rechtssuchend beim Oberhof Gelnhausen. Es ist unklar, um welchen Ort es sich handelt. |
| Schweinfurt            |                                      |                           |                                                     | eventuell ein Einzelfall |